# Jos Schipper
Adrianus "Jos" Schipper (Baarn, 10 de juny de 1951) va ser un ciclista neerlandès que fou professional entre 1974 i 1984. Els seus èxits més importants foren una etapa a la Volta a Espanya, la Volta a Andalusia i la clàssica A través de Flandes.

## Palmarès
- 1977
  - Vencedor d'una etapa dels Tres dies de De Panne-Koksijde
  - Vencedor d'una etapa de la Volta a Bèlgica
- 1978
  - 1r de l'A través de Flandes
  - Vencedor d'una etapa de la Volta a Espanya
- 1979
  - 1r del Gran Premi Samyn
  - Vencedor d'una etapa dels Tres dies de De Panne-Koksijde
- 1981
  - 1r de la Volta a Andalusia i vencedor d'una etapa
  - Vencedor d'una etapa de la Volta als Països Baixos
- 1982
  - 1r de la Brussel·les-Ingooigem

### Resultats al Tour de França
- 1980. 83è de la classificació general
- 1982. No surt (17a etapa)

### Resultats a la Volta a Espanya
- 1977. Fora de control
- 1978. 5è de la classificació general. Vencedor d'una etapa
- 1981. 37è de la classificació general